# 皇宮護衛官

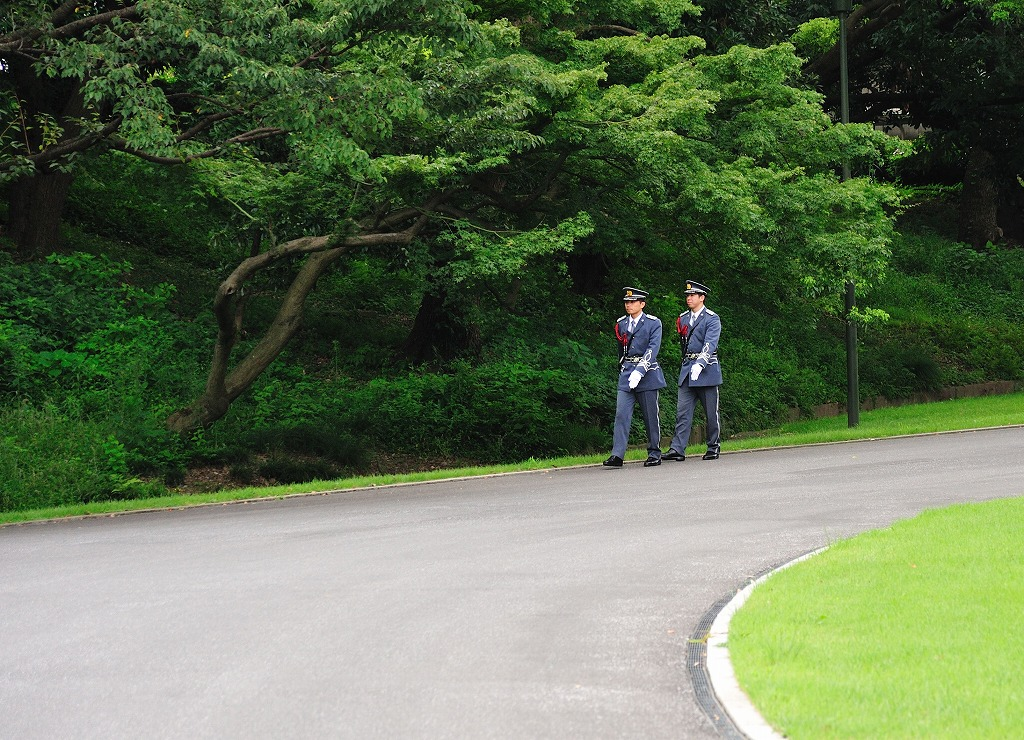
儀礼服姿で皇居正門警備に向かう皇宮護衛官（皇居内にて撮影）。

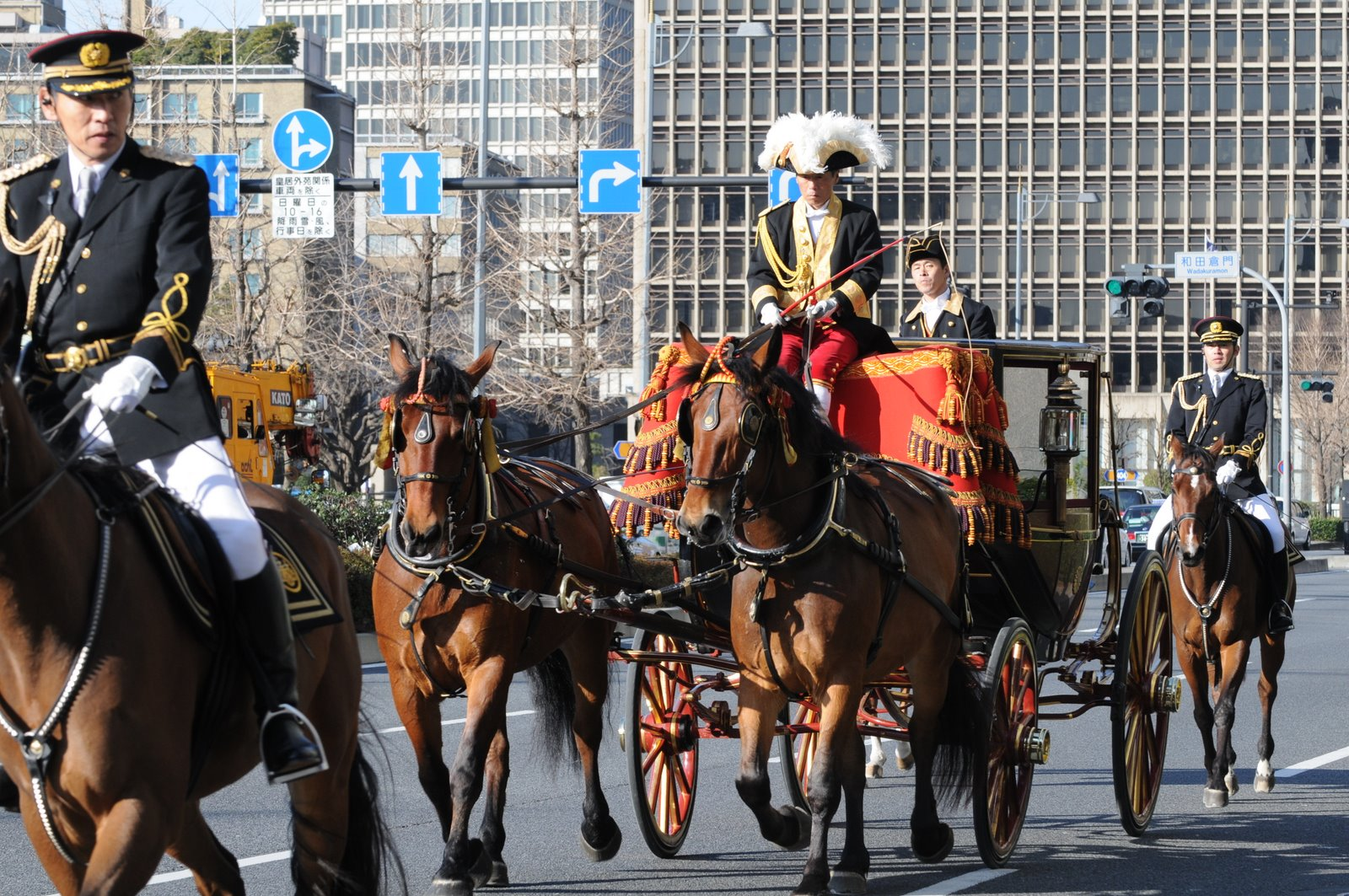
皇宮警察騎馬隊と宮内庁の車馬課の御者。騎乗の皇宮護衛官が儀礼服を着用している。

皇宮護衛官（こうぐうごえいかん、英: Imperial Guard）は、公安職国家公務員の官職の一つで、警察庁の附属機関である皇宮警察本部に所属する。皇居における犯罪など一定の犯罪について特別司法警察職員として職務を行う権限が付与され、主に皇居・赤坂御用地、京都御所、御用邸など皇室関連施設の警備、天皇および皇族（皇室構成員）の護衛を職務とする。右肩に赤心と呼ばれる飾緒を身に着けていることが特徴で、英名は「近衛兵」を意味する。

## 概要
天皇および皇族（皇室構成員）の護衛、皇居・御所、赤坂御用地、御用邸など皇室関連施設の警備を担当することを主な職務とする。
その専門性を考慮して、都道府県警察に属する地方公務員である警察官（一般職国家公務員である地方警務官を除く）とは別枠の皇宮護衛官採用試験（国家専門職）が設けられているほか、武道有段者の枠も存在する。例年、採用倍率は国家公務員試験の中でも比較的高い。
令和07年04月01日現在、皇宮護衛官の定員は897人である。

「皇宮護衛官章」には五三の桐が用いられている。

皇宮護衛官は、警察庁に所属するものの警察官（都道府県警察職員）とは別の官職（警察官ではない警察職員）とされているが、警察法第69条に基づき「天皇及び皇后、皇太子その他の皇族の生命、身体若しくは財産に対する罪、皇室用財産に対する罪又は皇居、御所その他皇室用財産である施設若しくは天皇及び皇后、皇太子その他の皇族の宿泊の用に供されている施設における犯罪」に対する捜査を行う刑事訴訟法上の司法警察職員とされている。
階級呼称については警察官に準じるが、全部の階級に「皇宮」が付く（例：警部補の職ならば皇宮警部補となる）。
警察官の拳銃、特殊銃（機関けん銃）、警棒、催涙スプレーなどの使用・取扱いは各種の国家公安委員会規則により定められているが、これらはいずれも皇宮護衛官にも準用される。また、制服・制帽・階級章・識別章は基本的に警察官と同一であるが、上着の両襟の部分に皇宮護衛官であることを示す「皇宮護衛官章」が付くほか、警笛を吊る警笛吊り紐がえんじ色である点が一般の警察官と異なる。また制服の上衣の右上腕部のエンブレムの文字が「皇宮」となっている（警察官の場合は「警視庁」または「道府県」名、本来は警察庁であるべきところ「皇宮」となっている）。その他、警察手帳の記章に示される所属本部名は「皇宮警察」である。
護衛や儀衛に当たっては、特別な制服（飾緒を金モール編みの肩章から吊るした儀礼服等）を着用して、馬や側車付二輪車に乗ったり、皇居の正門での警備などの任務に当たることがある。
皇宮護衛官は東京都、神奈川県、静岡県、栃木県、京都府、奈良県の1都1府4県を中心に、外国を含め天皇・皇族が訪問する先の必要エリア全てにおいて護衛を行う。なお、法令上の「護衛」は皇宮護衛官による警護にのみに用いられる語で、警察官による天皇・皇族の警護は「警衛（けいえい）」と区別される。

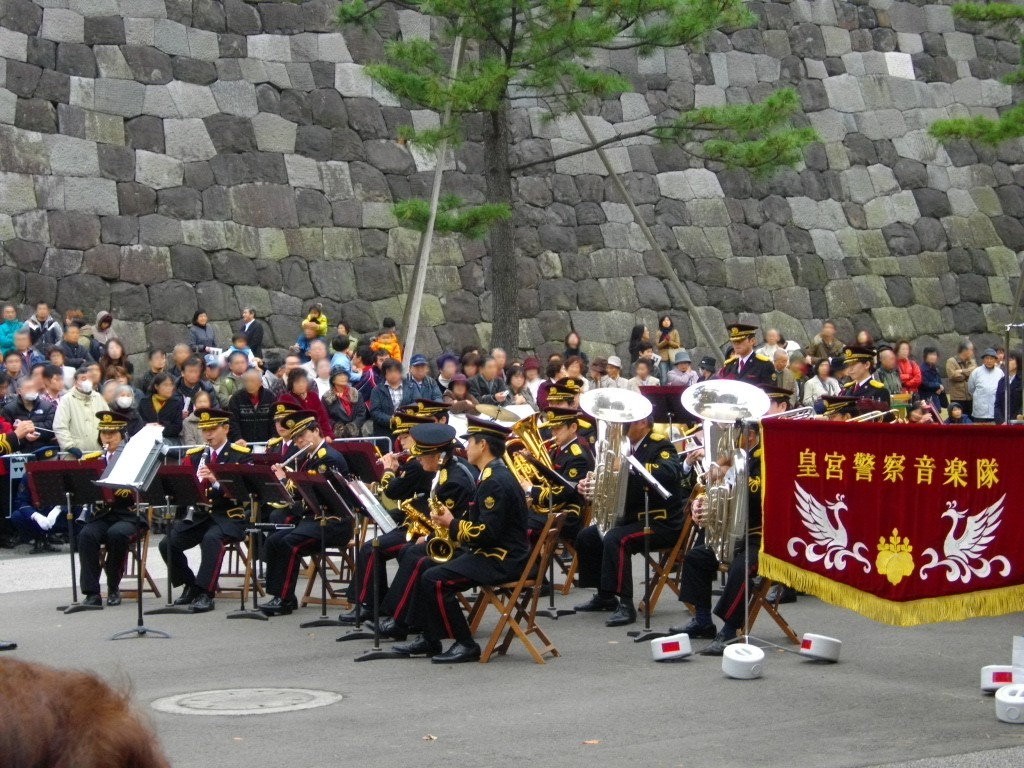
皇宮警察音楽隊

皇宮警察本部には、皇宮護衛官育成のための皇宮警察学校や皇宮警察音楽隊、皇宮警察特別警備隊（都道府県警察の機動隊に相当する）なども設けられている。なお、音楽隊は皇宮護衛官から選出され通常勤務の合間に練習を行う。
また、皇宮護衛官は皇居や御所の消防も任務としており、各護衛署には消防車が配置され消防訓練を受けている。
天皇・皇族の身辺警護を行う皇宮護衛官は側衛官（そくえいかん）と呼ばれる。側衛官は皇宮護衛官より選抜され、側衛術と呼ばれる独自の逮捕術の他、教養も求められるため茶道や華道、和歌などの日本文化の習得も訓練される。また、馬術も必須となっている。

## 皇宮護衛官の階級

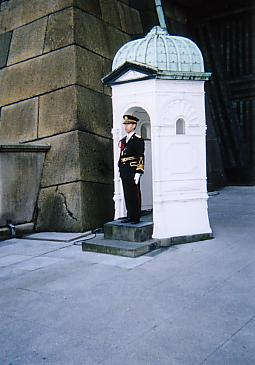
儀礼服姿で皇居正門での警備を行う皇宮護衛官。

階級は、警察法第69条において、皇宮警察本部長を務める最高位の皇宮警視監以下8階級1職位が定められている。通常の警察官の階級に「皇宮」を冠して称されるが、警視総監相当級は設置されていない（「警視総監」は日本の警察全体で1人だけ）。
かつては、皇宮巡査部長以下に相当する階級として、皇宮警手（後に皇宮警士部長・皇宮警士）が設置されていた。
| 序列 | 階級章 | 階級         | 英名                                  | 役職                                                     |
| ---- | ------ | ------------ | ------------------------------------- | -------------------------------------------------------- |
| 1    |        | 皇宮警視監   | Imperial Guard Senior Commissioner    | 皇宮警察本部長                                           |
| 2    |        | 皇宮警視長   | Imperial Guard Commissioner           | 皇宮警察副本部長                                         |
| 3    |        | 皇宮警視正   | Imperial Guard Assistant Commissioner | 部長・主要課長・護衛署長・皇宮警察学校長                 |
| 4    |        | 皇宮警視     | Imperial Guard Superintendent         | 課長・監察官・調査官・理事官・管理官・皇宮警察学校各部長 |
| 5    |        | 皇宮警部     | Imperial Guard Chief Inspector        | 係長・皇宮警察特別警備隊中隊長                           |
| 6    |        | 皇宮警部補   | Imperial Guard Inspector              | 主任・皇宮警察特別警備隊小隊長                           |
| 7    |        | 皇宮巡査部長 | Imperial Guard Sergeant               | 主任・係員                                               |
| 8    |        | 皇宮巡査長   | Imperial Guard Senior Officer         | 係員                                                     |
| 9    |        | 皇宮巡査     | Imperial Guard Officer                | 係員                                                     |

## 都道府県警察との関係
警視庁警備部には警衛課があり、道府県警察も天皇・皇族の警衛に関わる。この規定により直近の護衛は側衛官が行い、その周りに皇宮護衛官が、さらに外側を都道府県警察の警衛員が配置される。大規模な公式式典の際などは護衛官だけでは人手が不足することもあるため、都内については警視庁警備部警衛課が後方支援することもある。

## 皇宮警察学校
皇宮護衛官を育成するための独自の警察学校として、皇宮警察学校が皇居の敷地内に設置されている。カリキュラムは通常の警察学校と同様の警察実務や各種実技の他に、課外授業として和歌や茶道・華道など日本文化の学習や、パレードのための乗馬訓練、国外からの来賓に応対するための英会話の授業などが実施されている。皇宮警察は皇居や御所の消防も任務としているため、通常の警察学校では行わない警防（消火活動）の訓練も行っている。